# AFC Ajax (honkbal)

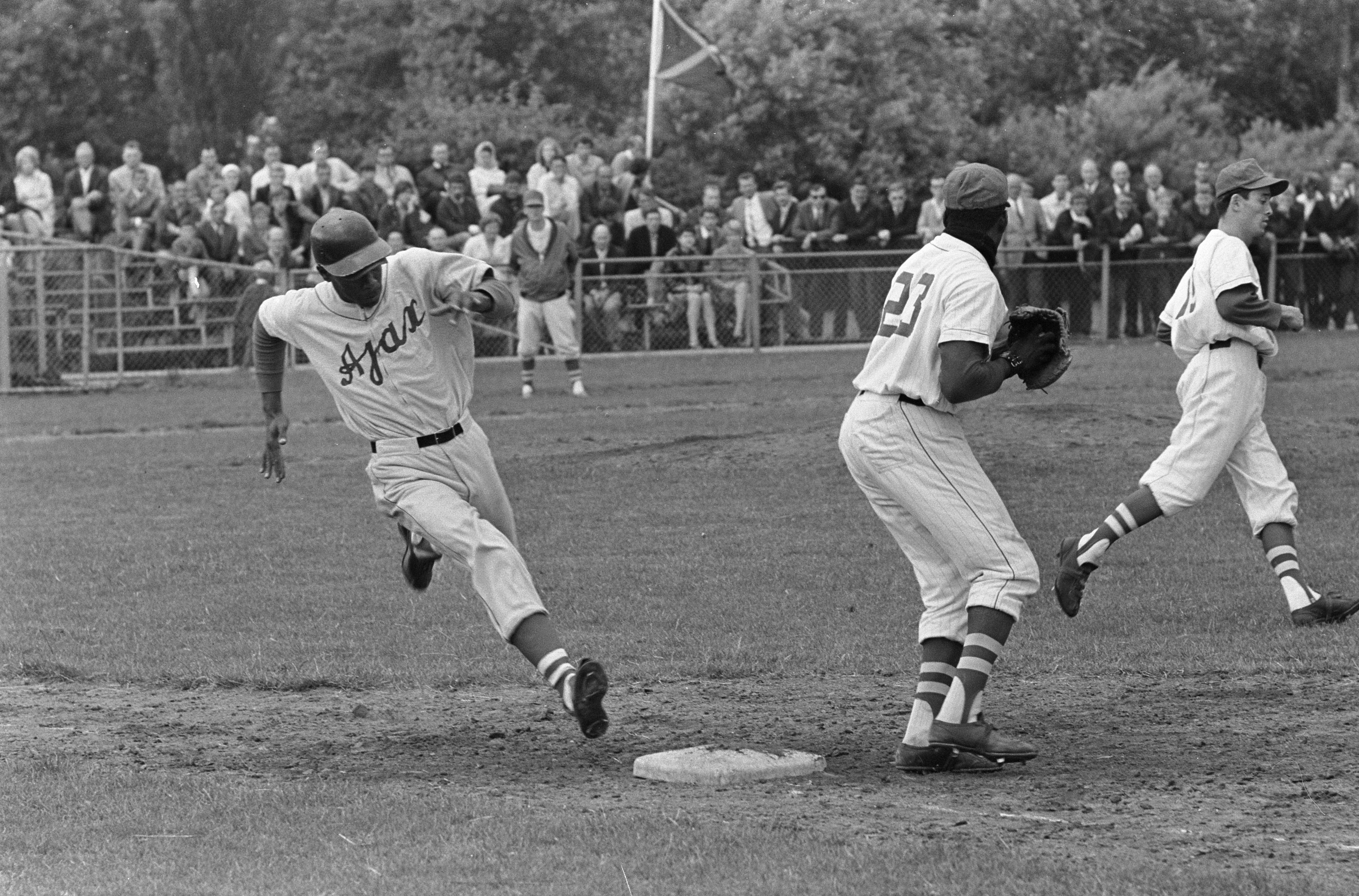
Ajax - Sparta 23 juli 1967

Ajax was de in 1921 opgerichte honkbalafdeling van de voetbalclub AFC Ajax uit Amsterdam. 

## Geschiedenis
Als een van de stichtende leden van de Nederlandse honkbalcompetitie in 1921 richtte de voetbalclub Ajax een honkbalafdeling op. De competities werden in de eerste jaren in de zomerstop van de voetbalcompetitie georganiseerd. In vier periodes werden 39 seizoenen op het hoogste honkbalniveau doorgebracht.
In de jaren 60 speelde Ajax zijn thuiswedstrijden op de velden van OVVO aan de Kruislaan in Amsterdam-Oost. In 1972 besloot de club om niet langer deel te nemen aan het honkbal. De spelers vonden al snel een nieuwe sponsor in het productiebedrijf Luycks. Uiteindelijk fuseerde Ajax met een ander honkbalclub uit Amsterdam: de Giants Diemen. Samen vormden zij de Luycks Giants.
Bekende oud-spelers zijn Boy Balinger, Johan Cruijff Peter Hendriks, Dassy Jasmijn, Henri Kok, André Kraan, Jessie de La Noi, Ruben Leijsner, John Ludenhoff, Marco Nagelkerke, Ben Richardson, Ko van Wijk en Leo van Wijk.

## Erelijst
Landskampioen in 1924, 1928, 1942, 1948.